# Puchar Ameryki Południowej w narciarstwie alpejskim 2023
Sezon 2023 Pucharu Ameryki Południowej w narciarstwie alpejskim rozpoczął się 4 sierpnia 2023 r. w argentyńskim Chapelco, zaś ostatnie zawody zostały rozegrane 29 września tego samego roku w chilijskim ośrodku narciarskim Corralco. Łącznie zorganizowano 17 z planowanych 24 konkursów dla kobiet i mężczyzn.

## Puchar Ameryki Południowej w narciarstwie alpejskim kobiet
Wśród kobiet Pucharu Ameryki Południowej z sezonu 2022 broniła Albanka Lara Colturi. Tym razem zwyciężyła Chilijka Matilde Schwencke.
W poszczególnych klasyfikacjach triumfowały:
- zjazd:  Matilde Schwencke
- supergigant:  Stefanie Fleckenstein
- gigant:  Noémie Longchamps
- slalom:  Giselle Gorringe

## Puchar Ameryki Południowej w narciarstwie alpejskim mężczyzn
Wśród mężczyzn Pucharu Ameryki Południowej z sezonu 2022 bronił Argentyńczyk Tiziano Gravier. Tym razem zwyciężył jego rodak Tomás Birkner de Miguel.
W poszczególnych klasyfikacjach triumfowali:
- zjazd:  Henrik von Appen
- supergigant:  Wiley Maple/ Tristan Lane
- gigant:  Kay Holscher
- slalom:  Philip Lundquist